# Wolfram Claviez
Wolfram Fritz Claviez (* 31. August 1920 in Kiel; † 7. Januar 1996 in Hamburg) war ein deutscher Schiffbauingenieur und Maler.

## Leben

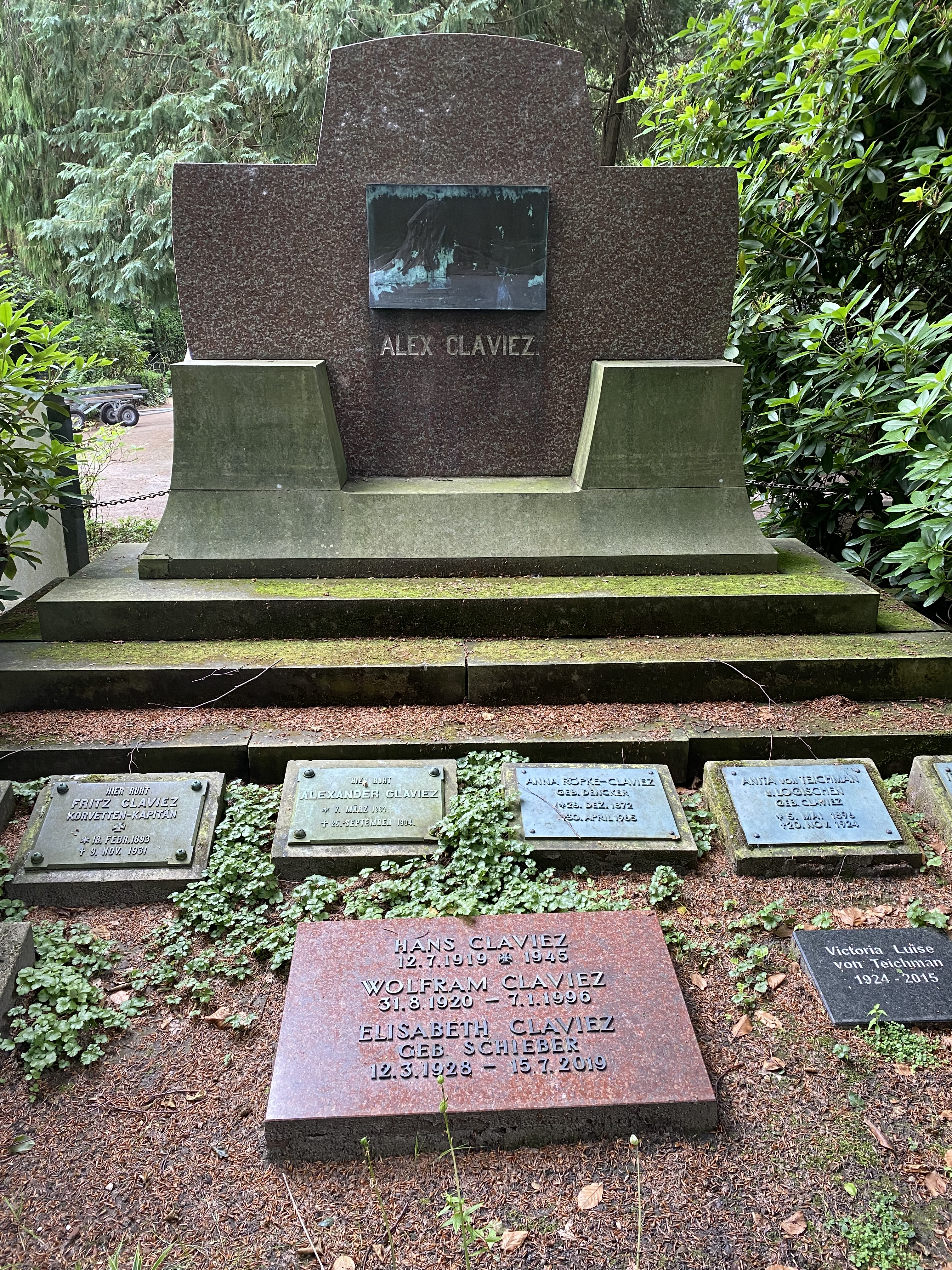
Kissenstein (vorne) in der Familiengrabstätte

Wolfram Claviez, in Kiel 1920 als Sohn eines Marineoffiziers geboren, wuchs von 1928 an in Swinemünde auf. Er entschied sich für eine Laufbahn als Marinebaubeamter und studierte ab 1941/42 an der Technischen Hochschule Danzig Schiffbau. Daneben belegte er Malkurse bei dem Danziger Professor für Malerei Fritz Pfuhle. Nach Kriegsende, das für ihn das Ende des eingeschlagenen Berufsweges bedeutete, lebte Claviez zunächst in Kappeln an der Schlei. 
Er suchte einen Neuanfang als Maler und studierte 1946 ein Semester an der Malschule „Baukreis“ in St. Peter-Ording bei Ernst Witt. Im selben Jahr setzte er sein Studium an der Staatlichen Akademie der Bildenden Künste Stuttgart bei Fritz Steisslinger fort. 1950 erhielt er eine Anstellung bei der Deutschen Werft in Hamburg im schiffbautechnischen Entwurfsbüro. Nach kurzer Zeit wurde er mit der Herausgabe der Werkzeitung betraut, die er bis 1976 leitete. Bei deren Gestaltung und Illustration verbanden sich seine schiffstechnischen Kenntnisse mit seiner künstlerischen Ausbildung.
Parallel zu dieser Tätigkeit entstand ein umfangreiches malerisches Œuvre. Die profunden schiffstechnischen und seglerischen Kenntnisse verarbeitete Claviez in einem Seemännischen Lexikon. Seiner Leidenschaft als Konstrukteur ging er nach mit dem Bau eines Cembalos in der Werkstatt von Walther Ebeloe (heute im Museum für Hamburgische Geschichte).
Im Alter von 75 Jahren verstarb Wolfram Claviez in Hamburg und wurde auf dem dortigen Nienstedtener Friedhof beigesetzt.

## Werk
Das künstlerische Werk von Claviez umfasst neben Öl- und Temperagemälden zahlreiche Aquarelle. Die vielseitige Thematik beinhaltet zu einem großen Teil maritime Motive: Schiffe zur See, in Häfen, Segelboote in Küsten- und Uferlandschaften. Ein wichtiger Komplex gilt den Arbeiten auf der Werft. Dazu kommen Landschaftsdarstellungen, überwiegend in Aquarelltechnik, die während seiner Reisen in Spanien, Portugal, Skandinavien und England entstanden, ferner Porträts und Stillleben.
Vor dem Hintergrund des Streits um künstlerische Stilrichtungen nach der Wiedereröffnung der Stuttgarter Akademie 1946 entschied Claviez sich gegen eine avantgardistische Malerei, auch wenn er in einer Phase der 1960er Jahre bei den Ölgemälden einen prismatischen Stil entwickelte, der den Bildgegenstand nur noch erahnen lässt. Hier scheint er sich an Feininger orientiert zu haben.
Einzelausstellungen wurden Claviez in Madrid 1952, Hamburg 1961, Köln 1974 und Kiel 1996/97 gewidmet. Weitere Werke waren in zahlreichen Gemeinschaftsausstellungen zu sehen.

## Publikationen
- 50 Jahre Deutsche Werft 1918-1968. Howaldtswerke-Deutsche Werft, Hamburg 1968.
- Seemännisches Wörterbuch. Bielefeld 1973, ISBN 978-3-76880853-8.